# Eschweiler (Wiltz)
Eschweiler (luxemburgisch Eeschwëllerⓘ) ist eine Ortschaft der luxemburgischen Gemeinde Wiltz. Bis Ende 2014 war Eschweiler der Hauptort der gleichnamigen Gemeinde, die zum Kanton Wiltz gehörte. 

## Wappen
Blasonierung: „In Gold vier schwarze rechtsschräge Balken unter einem roten Schildhaupt mit einer laufenden silbernen Bracke.“

## Zusammensetzung der ehemaligen Gemeinde
Die Gemeinde Eschweiler bestand aus den Ortschaften:
- Erpeldingen,
- Eschweiler,
- Knaphoscheid,
- Selscheid.

## Fusion mit Wiltz
In einem Referendum am 25. April 2014 stimmten 54,25 % der Einwohner für eine Fusion mit der Stadt Wiltz. 76,7 % der Wiltzer sprachen sich ebenso für eine Fusion aus.
Die Fusion wurde vom luxemburgischen Parlament am 17. Dezember 2014 beschlossen und trat am 1. Januar 2015 in Kraft.